# Куроччине
Куро́ччине (до 2025 — Курочкине) — село в Україні, у Куп'янському районі Харківської області. Входить до складу Кіндрашівської сільської громади. Населення становить 38 осіб.

## Географія
Село Куроччине знаходиться на відстані 2 км від село Гусинка. Через село проходить залізниця, станція Гусинка.

## Історія
- 1908 — дата заснування.
- 7 (20) листопада 1917 року, відповідно до Третього Універсалу Української Центральної Ради, увійшло до складу Української Народної Республіки[1].
- До 2020 року орган місцевого самоврядування — Гусинська сільська рада.
- 12 червня 2020 року, відповідно до розпорядження Кабінету Міністрів України № 725-р «Про визначення адміністративних центрів та затвердження територій територіальних громад Харківської області», увійшло до складу Кіндрашівської сільської територіальної громади[2].
- 05 червня 2025 року відповідно до Постанови Верховної Ради України № 4483-IX село Курочкине було перейменовано на село Куроччине. Постанова набула чинності 18 червня 2025 року[3].